# Tandy Radio Shack TRS 80 Model 4
Tandy Radio Shack TRS 80 MODEL 4 (TRS 80 MODEL 4) је професионални рачунар, производ фирме Тенди (Tandy Radio Shack) који је почео да се израђује у САД током 1983. године.
Користио је Zilog Z80 као централни микропроцесор а РАМ меморија рачунара TRS 80 MODEL 4 је имала капацитет од 64 KB (до 128 KB). 
Као оперативни систем кориштен је TRSDOS 6.0 или 1.3, LDOS, CP/M.

## Детаљни подаци
Детаљнији подаци о рачунару TRS 80 MODEL 4 су дати у табели испод.
|                       |                                                         |
| [ 1 ]                 |                                                         |
| Произвођач            | Тенди                                                   |
| Тип                   | професионални рачунар                                   |
| Меморија              | 64 (до 128 )                                            |
| Поријекло             | Сједињене Америчке Државе                               |
| Година                | 1983                                                    |
| Тастатура             | стил писаће машине, 83 тастера са нумеричком тастатуром |
| Процесор              |                                                         |
| Фреквенција процесора | 4                                                       |
| RAM                   | 64 (до 128 )                                            |
| ROM                   | 14                                                      |
| Текст                 | 64 x 16 / 32 x 16 / 64 x 40 / 80 x 24                   |
| Графика               | Нема                                                    |
| Боја                  | једна боја, зелени фосфор                               |
| Звук                  | уграђени звучник                                        |
| Димензије             | 47,5 (ширина) x 52 (дубина) x 31 (висина)               |
| Портови               |                                                         |
| Оперативни систем     |                                                         |